# Oreochromis saka
Pour les articles homonymes, voir Saka.
Espèce
Statut de conservation UICN

 NE  : Non évalué
Oreochromis saka est une espèce de poissons d'eau douce de la famille des Cichlidae (ordre des Cichliformes). Cette espèce fait partie des nombreuses espèces regroupées sous le nom de Tilapia.

## Répartition
Cette espèce est endémique du lac Malawi.

## Classification
Le nom valide complet (avec auteur) de ce taxon est Oreochromis saka (Lowe, 1953),.
L'espèce a été initialement classée dans le genre Tilapia sous le protonyme Tilapia saka Lowe, 1953.
Oreochromis saka a pour synonymes :
- Sarotherodon saka (Lowe, 1953)
- Tilapia saka Lowe, 1953
- Tilapia sake Lowe, 1953 (graphie incorrecte)

### Étymologie
Son épithète spécifique, saka, reprend le nom vernaculaire local donné à ce poisson dans le Sud du lac Malawi.

### Publication originale
- (en) Rosemary Helen Lowe, « Notes on the ecology and evolution of Nyasa fishes of the genus Tilapia, with a description of T. saka Lowe », Proceedings of the Zoological Society of London, Royaume-Uni, vol. 122, no 4,‎ février 1953, p. 1035-1041 (ISSN 0370-2774).